# Mauro Chianale
Mauro Chianale (Chivasso, 8 novembre 1958) è un politico italiano.

## Biografia
Diplomato geometra, ha poi studiato alla facoltà di architettura del Politecnico di Torino. Dipendente pubblico, nel corso degli anni è stato presidente della XI Enoteca regionale dei vini della Provincia di Torino e presidente dell'Environment Park spa di Torino.
Già esponente del Partito Socialista Italiano, è stato sindaco di Caluso dal 1989 al 2004. 
Con i Democratici di Sinistra nel 2001 diventa deputato nella XIV Legislatura, vincendo nel Collegio uninominale di Chivasso per meno di 770 voti; ed è membro della Commissione Ambiente, Territorio e Lavori Pubblici. Nel 2006 viene rieletto alla Camera dei Deputati nella lista dell'Ulivo nella Circoscrizione Piemonte 1. È vicepresidente della stessa commissione parlamentare. Nel 2007 aderisce al neonato Partito Democratico. Termina il proprio mandato parlamentare nel 2008.